# The Ritual (filme)
The Ritual é um filme de terror britânico de 2017 dirigido por David Bruckner e escrito por Joe Barton. É protagonizado por Rafe Spall, Arsher Ali, Robert James-Collier e Sam Troughton. O filme é baseado no romance de mesmo nome de Adam Nevill.

## Elenco
- Rafe Spall como Luke
- Arsher Ali como Phil
- Robert James-Collier como Hutch
- Sam Troughton como Dom
- Paul Reid como Robert
- Matthew Needham como Junkie
- Jacob James Beswick como Fiend

## Recepção
No Rotten Tomatoes, o filme detém um índice de aprovação de 73% com base em 86 críticas, e uma classificação média de 6,1/10. O consenso crítico do site afirma: "O diretor David Bruckner faz um uso evocativo do cenário escandinavo e um elenco dedicado para entregar uma bela - embora familiar - história de terror". No Metacritic, o filme tem uma pontuação média ponderada de 57 de 100, com base em 18 avaliações, indicando "críticas mistas ou médias".